# Монтеђардино
Монтеђардино (итал. Montegiardino) је насеље и седиште истоимене општине у оквиру Републике Сан Марина, једне од најмањих у Европи.

## Природни услови
Монтеђардино се налази у југоисточном делу Сан Марина и на 24 километра од првог већег града Риминија. Надморска висина средишта општине је 340 метара.

## Становништво
Општина Монтеђардино је по последњим проценама из 2010. године имала 913 ст. (најмања општина по величини у држави). Протеклих деценија број становника у општини расте.
Монтеђардино се састоји од само једног села, Ћербајоле.